# South Park Township
South Park Township is een plaats (census-designated place) in Allegheny County, in het westen van de Amerikaanse staat Pennsylvania vlak bij Pittsburgh.

## Geschiedenis
Het gebied waarin South Park Township ligt werd halverwege de 18e eeuw gekoloniseerd. St. Clair Township en Jefferson Township werden gesticht. Hier was de Oliver Miller Homestead, waar, in 1794, de eerste schoten van de Whiskey Rebellion vielen.
In 1845 werden St. Clair Township en Jefferson Township samengevoegd onder de naam Snowden Township (naar de eerder dat jaar overleden John M. Snowden). In 1930 verkreeg Allegheny County grote stukken land nabij Snowden Township en maakte daar een groot recreatiegebied van onder de naam South Park. Dit recreatiegebied nam circa een derde van Snowden Township in en was zeer populair. In een referendum in 1966 werd besloten om de naam te veranderen naar South Park Township.

## Demografie
Bij de volkstelling in 2000 werd het aantal inwoners vastgesteld op 14.340.

## Geografie
Volgens het United States Census Bureau beslaat de plaats een oppervlakte van
23,8 km², geheel bestaande uit land.

## Plaatsen in de nabije omgeving
De onderstaande figuur toont nabijgelegen plaatsen in een straal van 8 km rond South Park Township.